# 2022-es WEC sebringi 1000 mérföldes verseny
| Pályarajz   | Pályarajz                 | Pályarajz                                        |
| ----------- | ------------------------- | ------------------------------------------------ |
|             |                           |                                                  |
| Győztesek   |                           |                                                  |
| Kategória   | Csapat                    | Versenyzők                                       |
| Hypercar    | #36 Alpine ELF Team       | André Negrão Nicolas Lapierre Matthieu Vaxivière |
| LMP2        | #23 United Autosports USA | Paul di Resta Oliver Jarvis Josh Pierson         |
| LMP2 Pro/Am | #83 AF Corse              | François Perrodo Nicklas Nielsen Alessio Rovera  |
| LMGTE Pro   | #92 Porsche GT Team       | Michael Christensen Kevin Estre                  |
| LMGTE Am    | #98 Northwest AMR         | Paul Dalla Lana David Pittard Nicki Thiim        |

A 2022-es WEC sebringi 1000 mérföldes verseny a Hosszútávú-világbajnokság 2022-es szezonjának első futama volt, amelyet március 16. és március 18. között tartottak meg a Sebring International Raceway versenypályán. A fordulót André Negrão, Nicolas Lapierre és Matthieu Vaxivière triója nyerte meg, akik a hibridhajtás nélküli Alpine ELF Team csapatának versenyautóját vezették.

## Időmérő
A kategóriák leggyorsabb versenyzői vastaggal vannak kiemelve.
| Poz. | Kategória | Csapat                        | Átlagidő   | Különbség | Rajthely |
| ---- | --------- | ----------------------------- | ---------- | --------- | -------- |
| 1.   | Hypercar  | #36 Alpine ELF Team           | 1:47,407   | -         | 1        |
| 2.   | Hypercar  | #708 Glickenhaus Racing       | 1:48,741   | +1,334    | 2        |
| 3.   | LMP2      | #83 AF Corse                  | 1:49,014   | +1,607    | 3        |
| 4.   | Hypercar  | #8 Toyota Gazoo Racing        | 1:49,217   | +1,810    | 4        |
| 5.   | LMP2      | #22 United Autosports USA     | 1:49,388   | +1,981    | 5        |
| 6.   | LMP2      | #23 United Autosports USA     | 1:49,510   | +2,103    | 6        |
| 7    | Hypercar  | #7 Toyota Gazoo Racing        | 1:49,581   | +2,174    | 7        |
| 8.   | LMP2      | #31 WRT                       | 1:49,670   | +2,263    | 8        |
| 9.   | LMP2      | #41 Realteam by WRT           | 1:49,688   | +2,281    | 9        |
| 10.  | LMP2      | #9 Prema Orlen Team           | 1:50,057   | +2,650    | 10       |
| 11.  | LMP2      | #28 JOTA                      | 1:50,178   | +2,771    | 11       |
| 12.  | LMP2      | #38 JOTA                      | 1:50,596   | +3,189    | 12       |
| 13.  | LMP2      | #5 Team Penske                | 1:50,629   | +3,222    | 13       |
| 14.  | LMP2      | #1 Richard Mille Racing Team  | 1:50,916   | +3,509    | 14       |
| 15.  | LMP2      | #35 Ultimate                  | 1:50,954   | +3,547    | 15       |
| 16.  | LMP2      | #10 Vector Sport              | 1:50,955   | +3,548    | 16       |
| 17.  | LMP2      | #44 ARC Bratislava            | 1:51,182   | +3,775    | 17       |
| 18.  | LMP2      | #45 Algarve Pro Racing        | 1:51,332   | +3,925    | 18       |
| 19.  | LMGTE Pro | #92 Porsche GT Team           | 1:57,233   | +9,826    | 19       |
| 20.  | LMGTE Pro | #91 Porsche GT Team           | 1:57,383   | +9,976    | 20       |
| 21.  | LMGTE Pro | #64 Corvette Racing           | 1:57,696   | +10,289   | 21       |
| 22.  | LMGTE Am  | #33 TF Sport                  | 1:59,204   | +11,797   | 22       |
| 23.  | LMGTE Pro | #51 AF Corse                  | 1:59,299   | +11,892   | 23       |
| 24.  | LMGTE Pro | #52 AF Corse                  | 1:59,388   | +11,981   | 24       |
| 25.  | LMGTE Am  | #98 Northwest AMR             | 2:00,570   | +13,163   | 25       |
| 26.  | LMGTE Am  | #56 Team Project 1            | 2:00,649   | +13,242   | 26       |
| 27.  | LMGTE Am  | #85 Iron Dames                | 2:01,140   | +13,733   | 27       |
| 28.  | LMGTE Am  | #777 D'Station Racing         | 2:01,379   | +13,972   | 28       |
| 29.  | LMGTE Am  | #77 Dempsey–Proton Racing     | 2:02,079   | +14,672   | 29       |
| 30.  | LMGTE Am  | #54 AF Corse                  | 2:02,264   | +14,857   | 30       |
| 31.  | LMGTE Am  | #71 Spirit of Race            | 2:02,800   | +15,393   | 31       |
| 32.  | LMGTE Am  | #21 AF Corse                  | 2:03,116   | +15,709   | 32       |
| 33.  | LMGTE Am  | #88 Dempsey–Proton Racing     | 2:03,560   | +16,153   | 33       |
| 34.  | LMGTE Am  | #60 Iron Lynx                 | 2:03,726   | +16,319   | 34       |
| 35   | LMGTE Am  | #46 Team Project 1            | idő nélkül | —         | 35       |
| 36.  | LMP2      | #34 Inter Europol Competition | idő nélkül | —         | 36       |

## Verseny
A résztvevőknek legalább a versenytáv 70%-át (136 kört) teljesíteniük kellett ahhoz, hogy az elért eredményüket értékeljék. A kategóriák leggyorsabb versenyzői vastaggal vannak kiemelve.
| Helyezés | Kategória   | #   | Csapat                    | Versenyzők                                                  | Kasztni                       | Gumi | Kör | Idő/Hátrány/Kiesés |
| Helyezés | Kategória   | #   | Csapat                    | Versenyzők                                                  | Motor                         | Gumi | Kör | Idő/Hátrány/Kiesés |
| -------- | ----------- | --- | ------------------------- | ----------------------------------------------------------- | ----------------------------- | ---- | --- | ------------------ |
| 1.       | Hypercar    | 36  | Alpine ELF Team           | André Negrão Nicolas Lapierre Matthieu Vaxivière            | Alpine A480                   | M    | 194 | 7:15:37,293        |
| 1.       | Hypercar    | 36  | Alpine ELF Team           | André Negrão Nicolas Lapierre Matthieu Vaxivière            | Gibson GL458 4.5 L V8         | M    | 194 | 7:15:37,293        |
| 2.       | Hypercar    | 8   | Toyota Gazoo Racing       | Sebastién Buemi Brendon Hartley Hirakava Rjó                | Toyota GR010 Hybrid           | M    | 194 | +37,466            |
| 2.       | Hypercar    | 8   | Toyota Gazoo Racing       | Sebastién Buemi Brendon Hartley Hirakava Rjó                | Toyota 3.5 L Turbo V6         | M    | 194 | +37,466            |
| 3.       | Hypercar    | 708 | Glickenhaus Racing        | Olivier Pla Romain Dumas Ryan Briscoe                       | Glickenhaus SCG 007 LMH       | M    | 193 | +1 kör             |
| 3.       | Hypercar    | 708 | Glickenhaus Racing        | Olivier Pla Romain Dumas Ryan Briscoe                       | Glickenhaus 3.5 L Turbo V8    | M    | 193 | +1 kör             |
| 4.       | LMP2        | 23  | United Autosports USA     | Paul di Resta Oliver Jarvis Josh Pierson                    | Oreca 07                      | G    | 192 | +2 kör             |
| 4.       | LMP2        | 23  | United Autosports USA     | Paul di Resta Oliver Jarvis Josh Pierson                    | Gibson GK428 4.2 L V8         | G    | 192 | +2 kör             |
| 5.       | LMP2        | 31  | WRT                       | Sean Gelael Robin Frijns René Rast                          | Oreca 07                      | G    | 192 | +2 kör             |
| 5.       | LMP2        | 31  | WRT                       | Sean Gelael Robin Frijns René Rast                          | Gibson GK428 4.2 L V8         | G    | 192 | +2 kör             |
| 6.       | LMP2        | 41  | RealTeam by WRT           | Rui Andrade Habsburg Ferdinánd Norman Nato                  | Oreca 07                      | G    | 192 | +2 kör             |
| 6.       | LMP2        | 41  | RealTeam by WRT           | Rui Andrade Habsburg Ferdinánd Norman Nato                  | Gibson GK428 4.2 L V8         | G    | 192 | +2 kör             |
| 7.       | LMP2        | 9   | Prema Orlen Team          | Robert Kubica Louis Deletraz Lorenzo Colombo                | Oreca 07                      | G    | 192 | +2 kör             |
| 7.       | LMP2        | 9   | Prema Orlen Team          | Robert Kubica Louis Deletraz Lorenzo Colombo                | Gibson Technology GK428 V8    | G    | 192 | +2 kör             |
| 8.       | LMP2        | 28  | JOTA                      | Oliver Rasmussen Edward Jones Jonathan Aberdein             | Oreca 07                      | G    | 192 | +2 kör             |
| 8.       | LMP2        | 28  | JOTA                      | Oliver Rasmussen Edward Jones Jonathan Aberdein             | Gibson GK428 4.2 L V8         | G    | 192 | +2 kör             |
| 9.       | LMP2        | 38  | JOTA                      | Roberto González Valdez António Félix da Costa Will Stevens | Oreca 07                      | G    | 192 | +2 kör             |
| 9.       | LMP2        | 38  | JOTA                      | Roberto González Valdez António Félix da Costa Will Stevens | Gibson GK428 4.2 L V8         | G    | 192 | +2 kör             |
| 10.      | LMP2        | 22  | United Autosports USA     | Phil Hanson Filipe Albuquerque William Owen                 | Oreca 07                      | G    | 192 | +2 kör             |
| 10.      | LMP2        | 22  | United Autosports USA     | Phil Hanson Filipe Albuquerque William Owen                 | Gibson GK428 4.2 L V8         | G    | 192 | +2 kör             |
| 11.      | LMP2        | 5   | Team Penske               | Dane Cameron Emmanuel Collard Felipe Nasr                   | Oreca 07                      | G    | 192 | +2 kör             |
| 11.      | LMP2        | 5   | Team Penske               | Dane Cameron Emmanuel Collard Felipe Nasr                   | Gibson GK428 4.2 L V8         | G    | 192 | +2 kör             |
| 12.      | LMP2 Pro/Am | 83  | AF Corse                  | François Perrodo Nicklas Nielsen Alessio Rovera             | Oreca 07                      | G    | 191 | +3 kör             |
| 12.      | LMP2 Pro/Am | 83  | AF Corse                  | François Perrodo Nicklas Nielsen Alessio Rovera             | Gibson GK428 4.2 L V8         | G    | 191 | +3 kör             |
| 13.      | LMP2 Pro/Am | 35  | Ultimate                  | Jean-Baptiste Lahaye Matthieu Lahaye François Heriau        | Oreca 07                      | G    | 190 | +4 kör             |
| 13.      | LMP2 Pro/Am | 35  | Ultimate                  | Jean-Baptiste Lahaye Matthieu Lahaye François Heriau        | Gibson GK428 4.2 L V8         | G    | 190 | +4 kör             |
| 14.      | LMP2 Pro/Am | 45  | Algarve Pro Racing        | Steven Thomas James Allen René Binder                       | Oreca 07                      | G    | 190 | +4 kör             |
| 14.      | LMP2 Pro/Am | 45  | Algarve Pro Racing        | Steven Thomas James Allen René Binder                       | Gibson GK428 4.2 L V8         | G    | 190 | +4 kör             |
| 15.      | LMP2        | 1   | Richard Mille Racing Team | Lilou Wadoux Sébastien Ogier Charles Milesi                 | Oreca 07                      | G    | 189 | +5 kör             |
| 15.      | LMP2        | 1   | Richard Mille Racing Team | Lilou Wadoux Sébastien Ogier Charles Milesi                 | Gibson GK428 4.2 L V8         | G    | 189 | +5 kör             |
| 16.      | LMP2 Pro/Am | 44  | ARC Bratislava            | Miroslav Konôpka Mathias Beche Tijmen van der Helm          | Oreca 07                      | G    | 188 | +6 kör             |
| 16.      | LMP2 Pro/Am | 44  | ARC Bratislava            | Miroslav Konôpka Mathias Beche Tijmen van der Helm          | Gibson GK428 4.2 L V8         | G    | 188 | +6 kör             |
| 17.      | LMGTE Pro   | 92  | Porsche GT Team           | Michael Christensen Kevin Estre                             | Porsche 911 RSR-19            | M    | 183 | +11 kör            |
| 17.      | LMGTE Pro   | 92  | Porsche GT Team           | Michael Christensen Kevin Estre                             | Porsche 4.2 L Flat-6          | M    | 183 | +11 kör            |
| 18.      | LMGTE Pro   | 64  | Corvette Racing           | Tommy Milner Nick Tandy                                     | Chevrolet Corvette C8.R       | M    | 183 | +11 kör            |
| 18.      | LMGTE Pro   | 64  | Corvette Racing           | Tommy Milner Nick Tandy                                     | Chevrolet 5.5 L V8            | M    | 183 | +11 kör            |
| 19.      | LMGTE Pro   | 91  | Porsche GT Team           | Gianmaria Bruni Richard Lietz                               | Porsche 911 RSR-19            | M    | 183 | +11 kör            |
| 19.      | LMGTE Pro   | 91  | Porsche GT Team           | Gianmaria Bruni Richard Lietz                               | Porsche 4.2 L Flat-6          | M    | 183 | +11 kör            |
| 20.      | LMGTE Pro   | 51  | AF Corse                  | Alessandro Pier Guidi James Calado                          | Ferrari 488 GTE Evo           | M    | 183 | +11 kör            |
| 20.      | LMGTE Pro   | 51  | AF Corse                  | Alessandro Pier Guidi James Calado                          | Ferrari F154CB 3.9 L Turbo V8 | M    | 183 | +11 kör            |
| 21.      | LMGTE Am    | 98  | Northwest AMR             | Paul Dalla Lana David Pittard Nicki Thiim                   | Aston Martin Vantage AMR      | M    | 180 | +14 kör            |
| 21.      | LMGTE Am    | 98  | Northwest AMR             | Paul Dalla Lana David Pittard Nicki Thiim                   | Aston Martin 4.0 L Turbo V8   | M    | 180 | +14 kör            |
| 22.      | LMGTE Pro   | 52  | AF Corse                  | Miguel Molina Antonio Fuoco                                 | Ferrari 488 GTE Evo           | M    | 180 | +14 kör            |
| 22.      | LMGTE Pro   | 52  | AF Corse                  | Miguel Molina Antonio Fuoco                                 | Ferrari F154CB 3.9 L Turbo V8 | M    | 180 | +14 kör            |
| 23.      | LMGTE Am    | 33  | TF Sport                  | Ben Keating Florian Latorre Marco Sørensen                  | Aston Martin Vantage AMR      | M    | 180 | +14 kör            |
| 23.      | LMGTE Am    | 33  | TF Sport                  | Ben Keating Florian Latorre Marco Sørensen                  | Aston Martin 4.0 L Turbo V8   | M    | 180 | +14 kör            |
| 24.      | LMGTE Am    | 56  | Team Project 1            | Brendan Iribe Olliver Millroy Ben Barnicoat                 | Porsche 911 RSR-19            | M    | 180 | +14 kör            |
| 24.      | LMGTE Am    | 56  | Team Project 1            | Brendan Iribe Olliver Millroy Ben Barnicoat                 | Porsche 4.2 L Flat-6          | M    | 180 | +14 kör            |
| 25.      | LMGTE Am    | 77  | Dempsey–Proton Racing     | Christian Ried Sebastian Priaulx Harry Tincknell            | Porsche 911 RSR-19            | M    | 180 | +14 kör            |
| 25.      | LMGTE Am    | 77  | Dempsey–Proton Racing     | Christian Ried Sebastian Priaulx Harry Tincknell            | Porsche 4.2 L Flat-6          | M    | 180 | +14 kör            |
| 26.      | LMGTE Am    | 85  | Iron Dames                | Rahel Frey Michelle Gatting Sarah Bovy                      | Ferrari 488 GTE Evo           | M    | 179 | +15 kör            |
| 26.      | LMGTE Am    | 85  | Iron Dames                | Rahel Frey Michelle Gatting Sarah Bovy                      | Ferrari F154CB 3.9 L Turbo V8 | M    | 179 | +15 kör            |
| 27.      | LMGTE Am    | 777 | D'Station Racing          | Hosino Szatosi Fuidzsi Tomonobú Charles Fagg                | Aston Martin Vantage AMR      | M    | 179 | +15 kör            |
| 27.      | LMGTE Am    | 777 | D'Station Racing          | Hosino Szatosi Fuidzsi Tomonobú Charles Fagg                | Aston Martin 4.0 L Turbo V8   | M    | 179 | +15 kör            |
| 28.      | LMGTE Am    | 21  | AF Corse                  | Simon Mann Christoph Ulrich Toni Vilander                   | Ferrari 488 GTE Evo           | M    | 178 | +16 kör            |
| 28.      | LMGTE Am    | 21  | AF Corse                  | Simon Mann Christoph Ulrich Toni Vilander                   | Ferrari F154CB 3.9 L Turbo V8 | M    | 178 | +16 kör            |
| 29.      | LMGTE Am    | 60  | Iron Lynx                 | Claudio Schiavoni Matteo Cressoni Giancarlo Fisichella      | Ferrari 488 GTE Evo           | M    | 178 | +16 kör            |
| 29.      | LMGTE Am    | 60  | Iron Lynx                 | Claudio Schiavoni Matteo Cressoni Giancarlo Fisichella      | Ferrari F154CB 3.9 L Turbo V8 | M    | 178 | +16 kör            |
| 30.      | LMGTE Am    | 54  | AF Corse                  | Thomas Flohr Francesco Castellacci Nick Cassidy             | Ferrari 488 GTE Evo           | M    | 178 | +16 kör            |
| 30.      | LMGTE Am    | 54  | AF Corse                  | Thomas Flohr Francesco Castellacci Nick Cassidy             | Ferrari F154CB 3.9 L Turbo V8 | M    | 178 | +16 kör            |
| 31.      | LMP2        | 34  | Inter Europol Competition | Jakub Śmiechowski Alex Brundle Esteban Gutiérrez            | Oreca 07                      | G    | 174 | +20 kör            |
| 31.      | LMP2        | 34  | Inter Europol Competition | Jakub Śmiechowski Alex Brundle Esteban Gutiérrez            | Gibson GK428 4.2 L V8         | G    | 174 | +20 kör            |
| 32.      | LMGTE Am    | 88  | Dempsey–Proton Racing     | Fred Poordad Patrick Lindsey Julien Andlauer                | Porsche 911 RSR-19            | M    | 169 | +25 kör            |
| 32.      | LMGTE Am    | 88  | Dempsey–Proton Racing     | Fred Poordad Patrick Lindsey Julien Andlauer                | Porsche 4.2 L Flat-6          | M    | 169 | +25 kör            |
| 33.      | LMP2        | 10  | Vector Sport              | Nico Müller Ryan Cullen Mike Rockenfeller                   | Oreca 07                      | G    | 157 | +37 kör            |
| 33.      | LMP2        | 10  | Vector Sport              | Nico Müller Ryan Cullen Mike Rockenfeller                   | Gibson GK428 4.2 L V8         | G    | 157 | +37 kör            |
| Hn       | LMGTE Am    | 71  | Spirit of Race            | Franck Dezoteux Pierre Ragues Gabriel Aubry                 | Ferrari 488 GTE Evo           | M    | 122 |                    |
| Hn       | LMGTE Am    | 71  | Spirit of Race            | Franck Dezoteux Pierre Ragues Gabriel Aubry                 | Ferrari F154CB 3.9 L Turbo V8 | M    | 122 |                    |
| Hn       | LMGTE Am    | 46  | Team Project 1            | Matteo Cairoli Mikkel O. Pedersen Nicolas Leutwiler         | Porsche 911 RSR-19            | M    | 86  |                    |
| Hn       | LMGTE Am    | 46  | Team Project 1            | Matteo Cairoli Mikkel O. Pedersen Nicolas Leutwiler         | Porsche 4.2 L Flat-6          | M    | 86  |                    |
| Ki       | Hypercar    | 7   | Toyota Gazoo Racing       | Mike Conway Kobajasi Kamui José María López                 | Toyota GR010 Hybrid           | M    | 110 | baleset            |
| Ki       | Hypercar    | 7   | Toyota Gazoo Racing       | Mike Conway Kobajasi Kamui José María López                 | Toyota 3.5 L Turbo V6         | M    | 110 | baleset            |

## A világbajnokság állása a versenyt követően
Hypercar (Teljes táblázat)
| H  | Versenyzők                                       | Pont | H  | Konstruktőrök       | Pont |
| -- | ------------------------------------------------ | ---- | -- | ------------------- | ---- |
| 1. | André Negrão Nicolas Lapierre Matthieu Vaxivière | 39   | 1. | Alpine ELF Matmut   | 39   |
| 2. | Sébastien Buemi Hirakava Rjó Brendon Hartley     | 27   | 2. | Toyota Gazoo Racing | 27   |
| 3. | Olivier Pla Romain Dumas Ryan Briscoe            | 23   | 3. | Glickenhaus Racing  | 23   |
| 4. | Mike Conway Kobajasi Kamui José María López      | 0    |    |                     |      |

LMGTE (Teljes táblázat)
| H  | Versenyzők                                | Pont | H  | Konstruktőrök | Pont |
| -- | ----------------------------------------- | ---- | -- | ------------- | ---- |
| 1. | Kévin Estre Michael Christensen           | 39   | 1. | Porsche       | 62   |
| 2. | Tommy Milner Nick Tandy                   | 27   | 2. | Ferrari       | 33   |
| 3. | Gianmaria Bruni Richard Lietz             | 23   | 3. | Chevrolet     | 27   |
| 4. | Alessandro Pier Guidi James Calado        | 18   |    |               |      |
| 5. | Paul Dalla Lana David Pittard Nicki Thiim | 15   |    |               |      |

LMP2 (Teljes táblázat)
| H  | Versenyzők                                      | Pont | H  | Konstruktőrök         | Pont |
| -- | ----------------------------------------------- | ---- | -- | --------------------- | ---- |
| 1. | Paul di Resta Oliver Jarvis Josh Pierson        | 38   | 1. | United Autosports USA | 38   |
| 2. | Sean Gelael Robin Frijns René Rast              | 27   | 2. | WRT                   | 27   |
| 3. | Rui Andrade Habsburg Ferdinánd Norman Nato      | 23   | 3. | RealTeam by WRT       | 23   |
| 4. | Robert Kubica Louis Deletraz Lorenzo Colombo    | 18   | 4. | Prema Orlen Team      | 18   |
| 5. | Oliver Rasmussen Edward Jones Jonathan Aberdein | 15   | 5. | #28 JOTA              | 15   |

LMP2 Pro/Am (Teljes táblázat)
| H  | Versenyzők                                           | Pont | H  | Konstruktőrök      | Pont |
| -- | ---------------------------------------------------- | ---- | -- | ------------------ | ---- |
| 1. | François Perrodo Nicklas Nielsen Alessio Rovera      | 38   | 1. | AF Corse           | 38   |
| 2. | Jean-Baptiste Lahaye Matthieu Lahaye François Heriau | 27   | 2. | Ultimate           | 27   |
| 3. | Steven Thomas James Allen René Binder                | 23   | 3. | Algarve Pro Racing | 23   |
| 4. | Miroslav Konôpka Mathias Beche Tijmen van der Helm   | 18   | 4. | ARC Bratislava     | 18   |

LMGTE Am (Teljes táblázat)
| H  | Versenyzők                                       | Pont | H  | Konstruktőrök         | Pont |
| -- | ------------------------------------------------ | ---- | -- | --------------------- | ---- |
| 1. | Paul Dalla Lana David Pittard Nicki Thiim        | 38   | 1. | Northwest AMR         | 38   |
| 2. | Ben Keating Florian Latorre Marco Sørensen       | 28   | 2. | TF Sport              | 28   |
| 3. | Brendan Iribe Olliver Millroy Ben Barnicoat      | 23   | 3. | Team Project 1        | 23   |
| 4. | Christian Ried Sebastian Priaulx Harry Tincknell | 18   | 4. | Dempsey–Proton Racing | 18   |
| 5. | Rahel Frey Michelle Gatting Sarah Bovy           | 15   | 5. | Iron Dames            | 15   |